# دانشگاه اراک
دانشگاه اراک یکی از دانشگاه‌های بزرگ دولتی ایران است که در شهر اراک قرار دارد. این دانشگاه اکنون بیش از ۴۲هزار فارغ‌التحصیل دارد. موقعیت مکانی این دانشگاه به‌گونه‌ای است که به دو دانشگاه مجزا در دو پردیس تقسیم گردیده‌است: پردیس سردشت و پردیس مرکزی.
- دانشکده‌های پردیس سردشت: دانشکدهٔ علوم پایه، دانشکدهٔ فنی‌مهندسی و دانشکدهٔ علوم ورزشی در شهرک دانشگاهی پردیس سردشت واقع شده است.
- دانشکده‌های پردیس مرکزی: دانشکده علوم انسانی، ادبیات و زبان‌های خارجی، دانشکده کشاورزی و محیط‌زیست و دانشکده اقتصاد و علوم اداری در این مکان قرار دارند. دانشکده هنر نیز از دانشکده‌های نوپای این دانشگاه است که در ساختمان پیشین (پروفسور حسابی) مشغول فعالیت می‌باشد و زیرنظر پردیس مرکزی دانشگاه است.

## تاریخچه
در سال ۱۳۵۰ شماری از استادان دانشگاه تهران و دانشسرای عالی سابق، مقدمات تأسیس یک مؤسسه آموزش عالی خصوصی را در اراک ایجاد نمودند و در مهرماه همان سال، فعالیت این واحد آموزشی در چهار رشته فیزیک، شیمی، زیست‌شناسی و زبان و ادبیات فارسی با پذیرش ۴۸۰ دانشجو با نام «مدرسه عالی مرجان» در محلی استیجاری آغاز شد. این مؤسسه در پایان سال ۱۳۵۱ با نام «مدرسه عالی علوم اراک» وابسته به دانشگاه تربیت معلم تهران و با مدیریت دولتی و با افزودن رشته ریاضی به فعالیت خود ادامه داد. در آذرماه سال ۱۳۶۸ این مؤسسه به‌طور مستقل و با عنوان «دانشگاه تربیت معلم اراک» فعالیت خود را پی گرفت. این دانشگاه در سال ۱۳۷۰ در رشته علوم تربیتی با گرایش تکنولوژی آموزشی و در رشته دبیری الهیات و معارف اسلامی و همچنین در سال ۱۳۷۱ و ۱۳۷۳ به‌ترتیب زبان انگلیسی و رشته‌های دبیری ادبیات عرب و تربیت بدنی اقدام به پذیرش دانشجو نمود.
همچنین با هدف توسعه تحصیلات تکمیلی، کارشناسی ارشد شیمی با سه گرایش شیمی آلی، شیمی معدنی و شیمی تجزیه در سال ۱۳۷۳ شروع به فعالیت نمود و پذیرش دانشجوی کارشناسی ارشد در رشته‌های فیزیک و ادبیات فارسی از سال تحصیلی ۱۳۷۸ آغاز گردید. علاوه بر این به منظور استفاده بهینه امکانات آموزشی دانشگاه از سال ۱۳۶۹ در چهار رشته فیزیک، شیمی، زیست‌شناسی و ادبیات فارسی نیز اقدام به پذیرش دانشجوی شبانه نمود. در سال ۱۳۷۵ نام دانشگاه با تصویب طرح جامع، از تربیت معلم اراک به دانشگاه اراک تغییر یافت. طرح جامع دانشگاه اراک با مساحت ۳۸۲ هکتار شامل پنج دانشکده علوم پایه، ادبیات و علوم انسانی، کشاورزی و منابع طبیعی، و فنی‌مهندسی ادامه یافت و همچنین امکانات جانبی شامل سالن ورزشی، سلف سرویس، مسجد، فضای سبز؛ و اکنون دانشکده‌های علوم پایه، فنی‌مهندسی و علوم ورزشی در این شهرک فعال می‌باشد.
دانشگاه اراک به‌عنوان دانشگاه توسعه‌یافته و جامع اکنون دارای ۸ دانشکده و شمار بالایی رشته تحصیلی در مقاطع کاردانی، کارشناسی ناپیوسته، کارشناسی پیوسته، کارشناسی ارشد و دکتری می‌باشد و به صورت روزانه و شبانه نسبت به تربیت دانشجویان و تأمین نیروی انسانی متعهد و متخصص برای اداره و توسعه ایران اقدام می‌نماید.
از مهرماه ۱۳۹۱ دانشکده فنی مهندسی محلات زیرنظر دانشگاه اراک در سه رشته مهندسی علوم رایانه، مهندسی نرم‌افزار و مهندسی صنایع دانشجو می‌پذیرد.
در مهر ماه سال ۱۳۹۶ با پیگیری‌های انجام شده دانشگاه اراک موفق به اخذ پذیرش دانشجو در رشته‌های حقوق، اقتصاد و فرش شد؛ و در اواخر سال تحصیلی ۱۳۹۶_۹۷ دانشکده اقتصاد و علوم اداری افتتاح شد و در مهر سال ۱۳۹۷ برای ورودی‌های جدید رشته مدیریت صنعتی هم به رشته‌های این دانشکده نوپا اضافه می‌شود. رشته‌های گرافیک، فرش و صنایع دستی هم سه رشته نوپای دانشکدهٔ هنر هستند که هم‌اکنون در ساختمان پیشین پروفسور حسابی روبه‌روی پردیس مرکزی دانشگاه مشغول فعالیت می‌باشد.

## دانشکده‌ها
دانشگاه اراک دارای ۸ دانشکده است:
- علوم پایه
- فنی‌مهندسی
- اقتصاد و علوم اداری
- ادبیات و زبان‌های خارجی
- کشاورزی و محیط زیست
- علوم انسانی
- علوم ورزشی
- هنر

## گروه‌های آموزشی

### دانشکدهٔ علوم انسانی

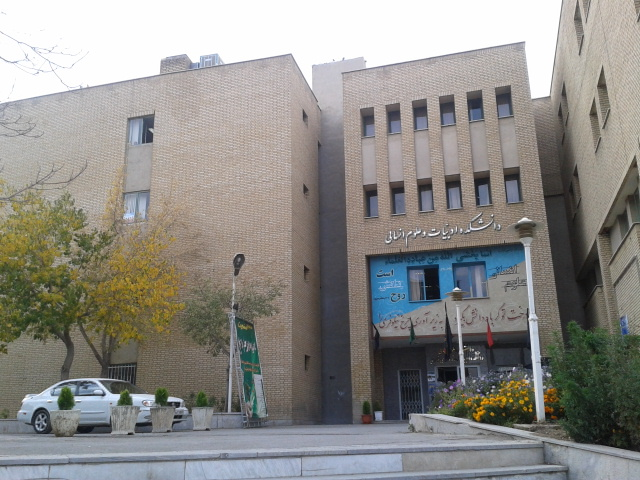
دانشکدهٔ ادبیات و علوم انسانی

- روان‌شناسی (کارشناسی)، روان‌شناسی عمومی (ارشد)
- علوم تربیتی (کارشناسی)، تکنولوژی آموزشی (ارشد)
- الهیات (کارشناسی)، علوم قرآن و حدیث (ارشد و دکترا)
- معارف اسلامی (کارشناسی)
- تاریخ (کارشناسی)، تاریخ دوره اسلامی (ارشد)
- مشاوره (کارشناسی)

این دانشکده واقع در پردیس مرکزی دانشگاه اراک با وسعت ۳۸۰۰ متر مربع است که در حال حاضر در ۶ گروه آموزشی و ۱۱ رشته تحصیلی در مقاطع کارشناسی، کارشناسی ارشد و دکترا با امکاناتی از جمله سالن دفاعیه، سایت کامپیوتری دانشجویان ارشد و دکتری، کلاس‌های سمعی و بصری، آزمایشگاه روان‌شناسی، استودیو و لابراتوار عکاسی مجهز مشغول فعالیت می‌باشد. لازم به ذکر است گروه تربیت بدنی با ساخته شدن دانشکده علوم ورزشی از این دانشکده به سردشت منتقل شد و دانشکده ادبیات و زبان‌ها هم در همین مکان قرار دارد ولی با ساختار آموزشی و رئیس دانشکدهٔ جداگانه.

### دانشکدهٔ ادبیات و زبان‌های خارجی
- زبان و ادبیات فارسی (کارشناسی، ارشد و دکترا)
- زبان و ادبیات عربی (کارشناسی، ارشد و دکترا)
- زبان و ادبیات انگلیسی (کارشناسی و ارشد)
- مترجمی زبان انگلیسی (کارشناسی و ارشد)
- آموزش زبان انگلیسی (کارشناسی و ارشد)[۲]

### دانشکدهٔ اقتصاد و علوم اداری
- علوم سیاسی (کارشناسی)
- حقوق (کارشناسی)
- اقتصاد (کارشناسی)
- مدیریت صنعتی (کارشناسی)

دانشکده اقتصاد و علوم اداری در سال ۱۳۹۷ افتتاح شد اما ساختمان این دانشکده تقریباً عمری مصادف با تأسیس دانشگاه دارد. این دانشکده فعالیت خود را با رشته حقوق و اقتصاد شروع کرد اما در سال ۱۳۹۷ رشته مدیریت صنعتی نیز به آن اضافه شد و با تصویب شورای عالی گسترش وزارت علوم، تحقیقات و فناوری رشته علوم سیاسی نیز به ظرفیت تحصیلی و جمع رشته‌های این دانشگاه پیوست.

### دانشکدهٔ کشاورزی و محیط زیست
- محیط زیست (کارشناسی و ارشد)
- گیاهان دارویی و معطر (کاردانی، کارشناسی و ارشد)
- علوم باغبانی (کارشناسی و ارشد)
- مهندسی آب (کارشناسی و ارشد)
- ماشین‌آلات کشاورزی (کارشناسی و ارشد)
- علوم دامی (کارشناسی و ارشد)
- مهندسی مکانیک بیوسیستم (کارشناسی و ارشد)

تأسیس این دانشکده به سال ۱۳۸۰ برمی‌گردد و با ۷ گروه آموزشی فعال می‌باشد. مکان فعلی این دانشکده تا حدودی استاندارد است ولی به علت نیمه‌متمرکز بودن ذاتی رشته‌های کشاورزی و وجود واحد گلخانه آموزشی دانشکده واقع در سایت مرکزی، مزرعه و کارگاه آموزشی به مساحت ۱۶۰ هکتار بوده که به صورت وقف در اختیار دانشگاه بوده و سالیانه به افراد خارج از دانشگاه اجاره داده می‌شود.

### دانشکدهٔ فنی‌مهندسی
- مهندسی شیمی (کارشناسی، ارشد و دکترا)
- مهندسی عمران (کارشناسی و ارشد)
- مهندسی کامپیوتر (کارشناسی، ارشد و دکترا)
- مهندسی برق قدرت و مخابرات (کارشناسی) _ گرایش قدرت و کنترل (ارشد)
- مهندسی مکانیک (کارشناسی و ارشد)
- مهندسی مواد و متالورژی (کارشناسی و ارشد)
- مهندسی صنایع (کارشناسی)

دانشکده فنی‌مهندسی از تازه‌تأسیس‌ترین دانشکده‌های دانشگاه اراک در سال ۱۳۸۵ است که در پردیس سردشت قرار دارد، البته عمر دانشکده بیشتر از این می‌باشد زیرا پیش‌تر در مکانی استیجاری فعال بوده‌است. این دانشکده ۷ گروه آموزشی دارد که تخصصی‌ترین امکانات و آزمایشگاه‌ها در این مکان قرار دارد.
دانشکده فنی و مهندسی پس از تصویب در سال ۱۳۷۹ با ۱۱۰۰۰ مترمربع فضای آموزشی و کمک آموزشی مورد بهره‌برداری قرار گرفت و از ساختمان استیجاری قدیم به مکان جدید در پردیس سردشت منتقل شد.

### دانشکدهٔ علوم پایه
- ریاضیات (کارشناسی، ارشد و دکترا)
- فیزیک (کارشناسی، ارشد و دکترا)
- شیمی (کارشناسی، ارشد و دکترا)
- زیست‌شناسی (کارشناسی، ارشد و دکترا)
- آمار (کارشناسی)

دانشکده علوم پایه پس از تصویب در سال ۱۳۸۱ با ۱۲۰۰۰مترمربع فضای آموزشی و کمک آموزشی مورد بهره‌برداری قرار گرفت و از ساختمان مرکزی به مکان جدید در پردیس سردشت منتقل شد. این دانشکده در مقطع کارشناسی دارای ۴ گروه آموزشی ریاضی، فیزیک، شیمی، زیست‌شناسی با ۷ گرایش و در دوره کارشناسی ارشد با ۴ گروه آموزشی و ۲۴ گرایش و در مقطع دکتری با گرایش‌های: شیمی آلی، شیمی معدنی، شیمی فیزیک، فیزیک نظری، فیزیک حالت جامد، فیزیک ذرات بنیادی، زیست‌شناسی سلولی تکوینی فعالیت می‌نماید که دانشجویان دوره‌های روزانه و شبانه در مقاطع مختلف با استفاده از وسایل و تجهیزات پیش‌بینی شده برای هر گروه آموزشی به فعالیت می‌پردازد در سال ۹۰ با ایجاد گرایش‌های میان‌رشته‌ای تحت عناوین نانوشیمی، نانوفیزیک، بیوشیمی و اکولوژی گیاهی موافقت گردید همچنین در سال ۱۳۹۱ با هدف توسعه تحصیلات تکمیلی با ایجاد رشته‌های فیزیک هسته‌ای و فیزیک اتمی مولکولی و ریاضی محض با گرایش‌های جبر و هندسه و آنالیز در دوره دکتری با حضور اساتید مجرب به خدمات علمی و پژوهشی می‌پردازد.
البته گروه زیست‌شناسی این دانشکده پرسابقه‌ترین گروه این دانشگاه است.
این دانشکده مجهز به موزه تاریخ طبیعی، هرباریوم گیاهی، آزمایشگاه‌های تخصصی با کامل‌ترین امکانات، سایت کامپیوتری و کتابخانه تخصصی و غیره است.

### دانشکدهٔ هنر
- فرش (کارشناسی)
- صنایع دستی (کارشناسی)
- گرافیک (کارشناسی)
- نقشه‌کشی (کارشناسی)

### دانشکدهٔ علوم ورزشی
- رفتار حرکتی و روان‌شناسی ورزشی (کارشناسی و ارشد)
- آسیب‌شناسی و فیزیولوژی (کارشناسی و ارشد)
- مدیریت ورزشی (کارشناسی و ارشد)

این دانشکده در سال ۱۳۹۵ تأسیس شد. گروه تربیت بدنی تا پیش از تأسیس دانشکده علوم ورزشی در دانشکده علوم انسانی فعال بود ولی با ساخته‌شدن این دانشکده به سردشت منتقل شد. این دانشکده مجهز به سالن ورزشی تخصصی با بهترین امکانات ورزشی و با ۳ گرایش فعال است.

## دانش‌آموختگان، استادان و مدیران برجسته
- عبدالکریم قریب (زمین‌شناسی): مؤسس و رئیس پیشین دانشگاه اراک و بنیان‌گذار علم زمین‌شناسی ایران.
- پرویز شهریاری (ریاضی)
- حسین گل‌گلاب (زیست‌شناسی): رئیس پیشین هیئت‌امنای دانشگاه اراک، از بنیان‌گذاران علم زیست‌شناسی ایران و از اعضای فرهنگستان ایران.
- باقر نشوادیان (ریاضی)
- اکبر زنده‌نام (فیزیک): پدر علم فیزیک لیزر.
- بیژن فرخی (فیزیک): از برترین فیزیک‌دان‌های نظری است که در علم پلاسما تخصص دارد.
- محمد سلیمان‌نژاد (شیمی-فیزیک): استاد برجسته شیمی کوانتومی و شیمی محاسباتی است و دارای بیش ۲۰۰ مقاله چاپ شده می‌باشد.
- خلیل فقیهی (شیمی آلی): استاد برجسته پلیمر.
- ناصر فروغی‌فر (شیمی آلی): از مفاخر شیمی آلی کشور.
- سید مسعود حسینی (مترجم)
- محمدعلی زلفی‌گل (شیمی آلی): وزیر پیشین علوم، تحقیقات و فناوری.

## خوابگاه‌ها

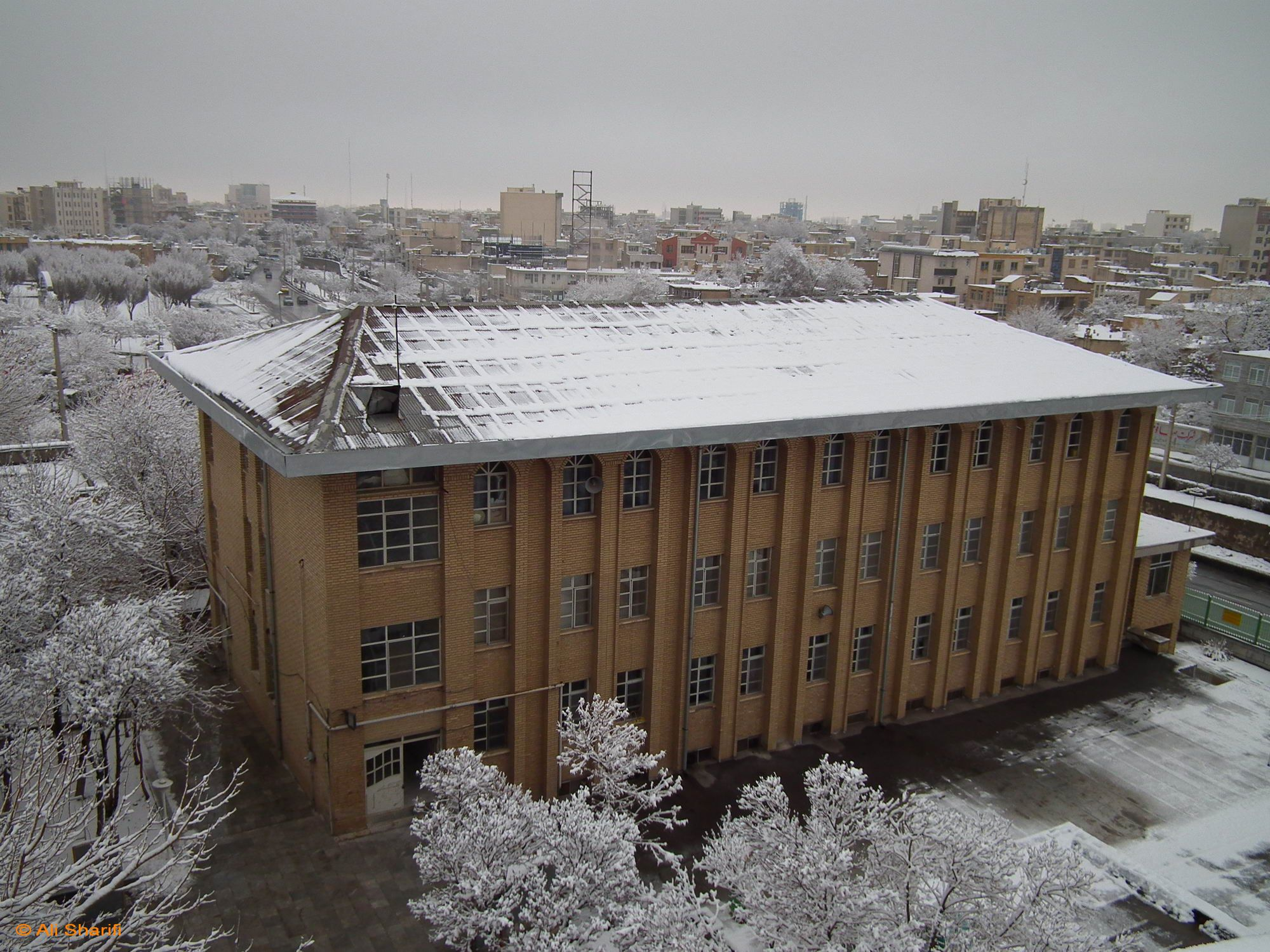
سلف پردیس مرکزی-جنب پارک امیرکبیر

- خوابگاه شهید غلامرضا رضایی (برادران) واقع در محوطه پردیس سردشت (ویژه رشته‌های فنی‌مهندسی، علوم ورزشی و علوم پایه)
- خوابگاه امیرکبیر (برادران) واقع در محوطه دانشگاه واقع در مرکز شهر اراک (ویژه رشته‌های دانشکده‌های کشاورزی، علوم اداری و اقتصاد همچنین ادبیات و علوم انسانی)
- خوابگاه الزهرا (خواهران)[۳]

## اعتراضات
در دانشگاه اراک در اعتراضی که در صبح روز شنبه بیست‌وسوم آبان ماه ۸۸ و پس از آن صورت گرفت دانشجویان متوجه شدند که مسئولین روز پنج‌شنبه و در حالی‌که دانشگاه تقریباً نیمه‌تعطیل بوده اقدام به دیوارکشی در بوفهٔ دانشکدهٔ فنی به منظور جداسازی دختران و پسران نموده‌اند. پس از این موضوع، آنان با تجمع در این محل خواستار برداشته شدن این دیوارها شدند و مسئولین دانشگاه نیز درصدد مذاکره با آنان برآمدند. اما چون مذاکرات، خواسته‌های دانشجویان را تأمین نکرد دانشجویان اقدام به از میان برداشتن دیوارها نمودند. پس از این اعتراضات و درپی اعتراض دیگر مقارن با اعتراضات پس‌از انتخابات ۸۸، چهره‌های شاخص اعتراضات دانشجویی با احکام تعلیق از تحصیل به مدت یک ترم تا یک سال روبرو گردیدند.

## چالش‌های سیاست‌گذاری آموزش عالی ایران
باوجود آن که وزارت علوم بنابر قانون، چارت و محتوای درس‌های رشته‌های دانشگاه‌های تحت پوشش خود را به‌صورت سراسری و هماهنگ تعیین می‌کند، اما برخلاف دیگر سامانه‌های دانشگاهی در جهان از ارزشیابی سراسری و هماهنگ آنان سرباز می‌زند. این امر استادان ایرانی را برخلاف روال دانشگاه‌های معتبر جهان از تدریس یک یا چند کتاب رفرنس برای هر درس بی‌رغبت ساخته و منجر شده که ایشان جزوات یا فایل‌های پاورپوینت یا پی‌دی‌اف بسیار خلاصه و سطحی را به دانشجویان تدریس و ارزشیابی نمایند. این معضل مهم‌ترین علت کیفیت ضعیف آموزش عالی ایران و بالطبع کم‌سوادی دانش‌آموختگان دانشگاه‌های ایران برشمرده شده و همچنین علت اصلی کاهش مطالعه در ایران نیز ارزیابی شده‌است. به‌طوری‌که بنابر پژوهش‌های انجام‌گرفته در ایران، میزان ساعات درس‌خواندن روزانه دانش‌آموزان که توسط امتحانات نهایی وزارت آموزش و پرورش ارزشیابی می‌شوند بسیار بیشتر از دانشجویان است که ارزشیابی آموزشی آنان به خود استادان واگذار شده‌است.
بیشتر رشته‌های ارائه‌شده توسط وزارت علوم برخلاف سازمان‌های مشابه در دیگر کشورهای جهان، فاقد کارورزی اجباری برای کسب مهارت دانشجویان است؛ به‌طور مثال در آلمان علاوه‌بر کارآموزان فنی و حرفه‌ای که باید پس از گذراندن کارآموزی (آموزش عملی) هفته‌ای ۳۸ ساعت به مدت ۸۷ هفته (نزدیک دو سال) کارورزی بگذرانند؛ فارغ‌التحصیلان کارشناسی و کارشناسی ارشد دانشگاهی نیز باید دوره‌های مشابهی را بگذرانند که مانند کارورزی فنی شامل ۱٫۵ سال و حداقل صد ساعت کارورزی در هر سرفصل آموزشی است که سپس توسط دانشگاه مورد ارزشیابی قرار می‌گیرد.

## چالش‌های نظام پژوهشی وتأمین مالی پژوهشدر ایران
بنابر مطالعات سازمان توسعه و همکاری اقتصادی، در جهان بیش از ۶۰٪ پروژه‌های تحقیق و توسعه در حوزه‌های علمی و فنی توسط صنایع (از طریق واحدهای تحقیق و توسعۀ شرکت‌هایشان)، ۲۰٪ توسط دانشگاه‌ها و ۱۰٪ توسط دولت‌ها انجام می‌شود. بنابراین کارفرمای بخش عمده پروژه‌های پژوهشی دانشگاه‌ها در کشورهای توسعه‌یافته، به‌ویژه دانشگاه‌های دولتی که حقوق‌بگیران دولت‌ها هستند، خود دولت‌ها می‌باشند؛ که در علوم کاربردی سپس امتیاز این نوآوری‌ها و محصولات پیشرفته حاصله را به بخش خصوصی واگذار می‌کنند؛ به‌طور مثال در ایالات متحده، دولت در سال ۲۰۱۷ بیش از ۵۵ میلیارد دلار آمریکا تنها در زمینه تحقیق و توسعه (علوم کاربردی) هزینه کرده‌است که عمدتاً به‌شکل دادن گرنت به استادان برای انجام پروژه‌های پژوهشی مدنظر دولت بوده‌است. یا همچنین در سال ۲۰۱۳ کارفرمای ۶۳ درصد پژوهش‌های مؤسسۀ تحقیقاتی دانشگاه استنفورد، وزارت دفاع ایالات متحده بوده‌است و کارفرماهای پسین به‌ترتیب وزارت بهداشت آمریکا با ۱۱ درصد و وزارت آموزش آمریکا با ۴ درصد بوده‌اند.
اما در ایران وزارت علوم، به‌جای سپردن بررسی‌های علمی و پروژه‌های تحقیقاتی و فنی بلندمدت و میان‌مدت به استادان؛ مقالات را که محصول جانبی پژوهش هستند، معیار ارزیابی علمی استادان قرار می‌دهد. نتیجه این امر آن است که استادان همواره بدون داشتن کارفرما برای پژوهش‌های خود، به‌صورت پراکنده و بدون تمرکز موضوعی بر اهداف حقیقی، اقدام به پژوهش‌های زودبازده جهت انتشار هرچه بیشتر مقالات علمی برای ارتقای درآمد و رتبهٔ علمی خود کرده‌اند که این امر موجب رتبه‌تراشی کاذب برای جایگاه علمی ایران در جهان تنها برپایهٔ تعداد مقالات علمی شده؛ بنابراین دانشگاه که همواره خود پیشران علمی و اقتصادی کشورها بوده، در ایران به سرباری برای اقتصاد و بودجه کشور تبدیل شده است.
از سویی، باوجود آنکه بیشتر شرکت‌های صنعتی و تجاری بزرگ ایران دولتی یا شبه‌دولتی هستند، پژوهشگاه‌های چندانی برای تحقیق و توسعه، توسط این شرکت‌ها یا توسط سازمان‌های دولتی درون دانشگاه‌های دولتی ایران احداث نشده‌اند تا بتوانند با به‌کارگیری استادان و دانشجویان مقاطع کارشناسی‌ارشد، دکترا و پسادکترا در قالب رساله و پایان‌نامه، میزبان پروژه‌های پژوهشی کاربردی شرکت‌ها یا سازمان‌ها باشند.
این مشکل باعث شده که توسعۀ فرآیندها، توسعۀ محصولات جدید و نوآورانه یا توسعۀ روش‌ها، نظریه‌ها، سامانه‌ها، سازوکارها، الگوها و برنامه‌ها هرگز موضوع پروژه‌های پژوهشی دانشگاه‌های ایران نباشند و بالطبع پژوهش دانشگاهی در ایران هیچ‌گونه نقش واقعی در پیشبرد علم و توسعۀ فناوری نداشته باشد.